# Gabdulchaj Achatow

Gabdulchaj Achatow (1927–1986)

Professor Gabdulchaj Churamowitsch Achatow (1927–1986), Moskau, 1970

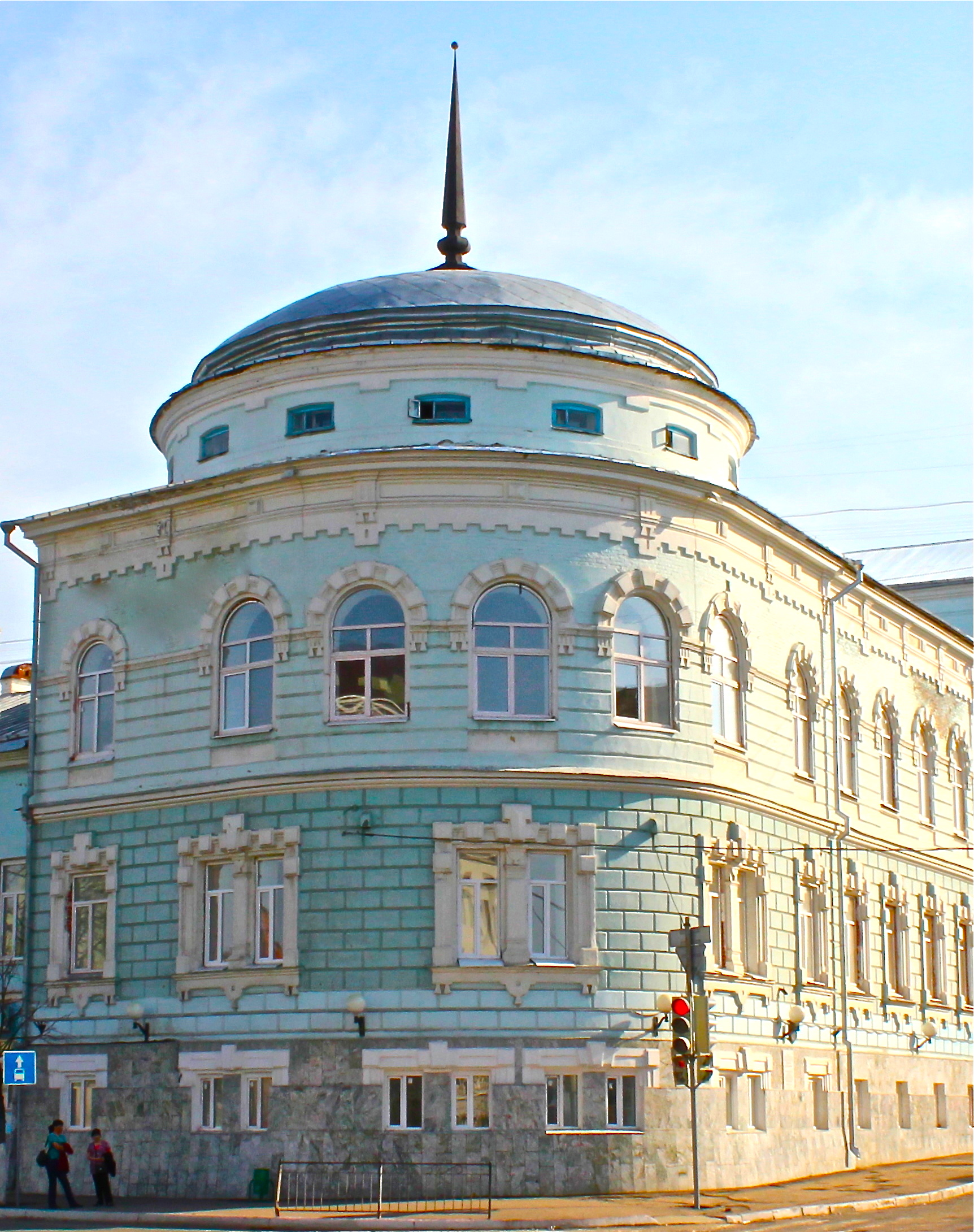
Gebäude der Kasaner Staatlichen Pädagogischen Hochschule, Kasan

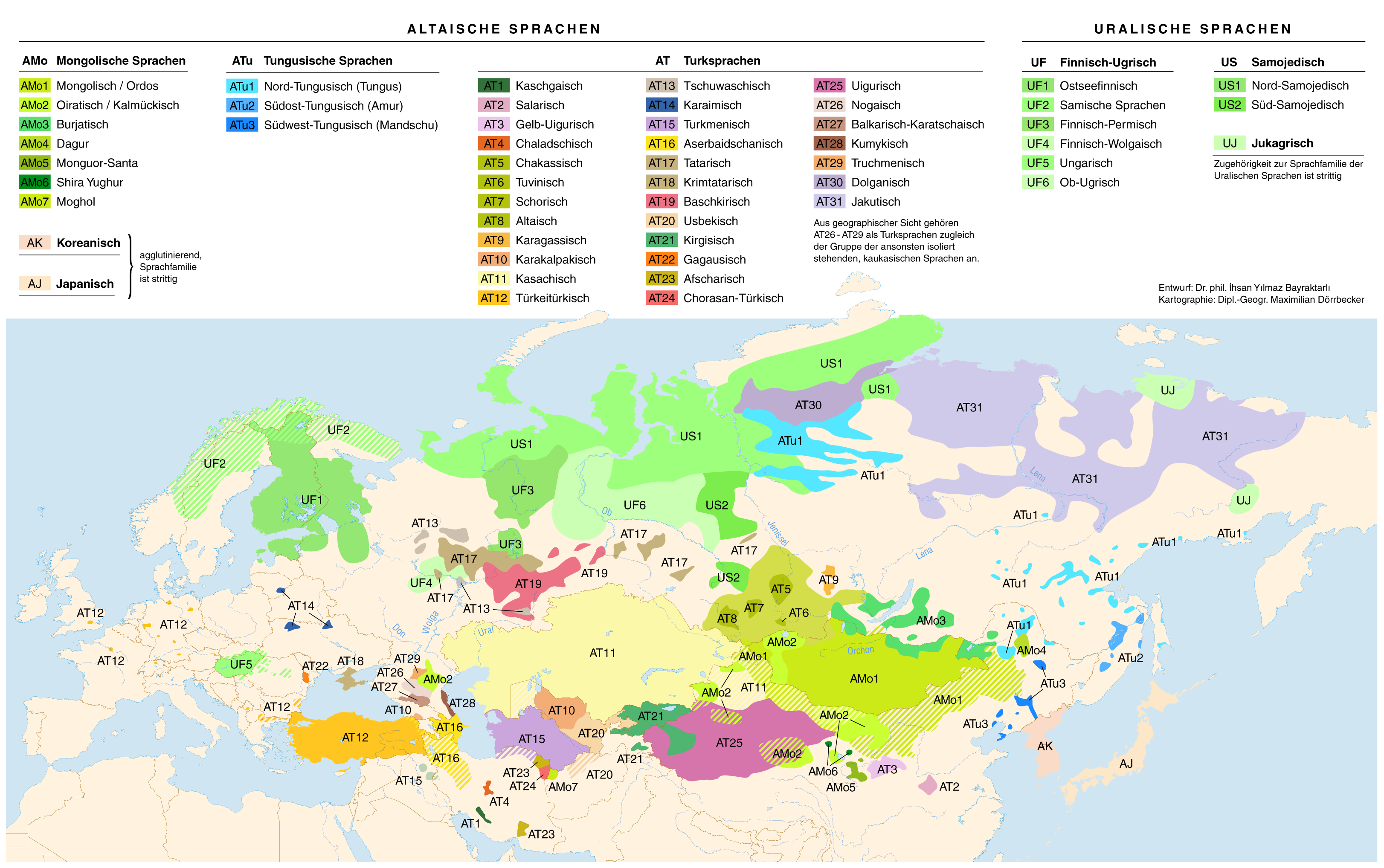
Verbreitungsgebiet der Altaischen Sprachen, der Turksprachen und der Uralischen Sprachen, Tatarisch unter AT17

Gabdulchaj Churamowitsch Achatow (russisch Габдулхай Хурамович Ахатов; tatarisch Габделхәй Хурам улы  Әхәтов; englische Transkription Gabdulkhay Khuramovich Akhatov; * 8. September 1927 in dem Dorf Staro-Ajmanowo (tatarisch Iske Ajman), Menselinski Kanton, Tatarische ASSR, UdSSR; † 25. November 1986 in Breschnew, Tatarische ASSR, UdSSR) war ein Linguist und Turkologe mit der Spezialisierung auf die tatarischen Dialekte, Doktor der philologischen Wissenschaft (1965), Professor (1970) an der Baschkirischen Staatlichen Universität in Ufa, sowie ein Reorganisator der Wissenschaft.

## Leben

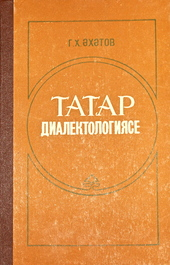
Gabdulchaj Achatows Lehrbuch über die Dialektologie der Tatarischen Sprache

Seine Eltern waren in der Landwirtschaft tätig, wo sein Vater, Churamow Achat Churamowitsch (1893–1970) als Organisator der Agrargenossenschaft wirkte. Die Grundschulausbildung Achatows erfolgte in seinem Heimatdorf, weiterführende Schulen besuchte er in Polewskoi, die höhere Schule in Kalinin. Den Winter nutzte er für seine Studien, den Sommer arbeitete in der Landwirtschaft. Mit 14 Jahren war er bereits Vorarbeiter in der Agrargenossenschaft. Das Abitur schloss er mit einer Goldmedaille als Auszeichnung ab.
Er beendete sein Studium in Kasan an der Kasaner Staatlichen Pädagogischen Hochschule (russisch Казанский государственный педагогический институт) (1951) mit Auszeichnung. Die Hochschule wurde 1954 in eine Graduiertenschule umgewandelt. Von 1954 bis 1986 war er Leiter der Abteilung Tatarische Sprache und Literatur an verschiedenen Universitäten und Instituten in der Sowjetunion.
Achatow war einer der ersten, der in seinen Studien zu phonetischen Besonderheiten von Dialekten in Sibirien eine spezifische Lauterscheinung in der Sprache der Sibirischen Tataren erforschte, die aus dem Russischen bekannten cokan'e (цоканье), im Englischen auch als ts-ch-merger bezeichnet. Achatow war der Überzeugung, die Sibirischen Tataren haben dies aus dem Kiptschakischen bewahrt. In seinem später als Grundlagenforschung gewürdigten Werk über die Sprachen der westsibirischen Tataren schrieb er über die Umsiedlungsprozesse der Tataren in der Oblast Tjumen im Ural und in der Oblast Omsk in Sibirien und den daraus folgenden Sprachveränderungen.
Nach einer umfassenden vergleichenden Analyse des phonetischen Systems, des lexikalischen Bestandes und des grammatischen Aufbaus kam Achatow zu dem Schluss, dass die Sprache der westsibirischen Tataren ein eigenständiger und ungeteilter Dialekt sowie eine der ältesten Turksprachen überhaupt sei.
Zudem erstellte Achatow als erster im Bereich Turkologie eine systematische Beschreibung der idiomatischen Ausdrücke des Tatarischen und verfasste das bis heute als Standardwerk zur Phraseologie des Tatarischen verwendete Phraseological dictionary of the Tatar language (Monographie). Kazan 1982.
Darüber hinaus untersuchte Achatow auch übergreifende linguistische Phänomene: So veröffentlichte er ein grundlegendes Werk über die Hauptkennzeichen von Begriffspaaren am Beispiel des Finno-Ugrischen, und führte eine grundlegende Untersuchung über die Natur der Doppelten Verneinung im Türkischen sowie der Systematik bei Begriffs- bzw. Wortpaarbildung durch.
Gabdulchaj Achatow war pro bono Mitglied des sowjetischen Komitees der Turkologie und Mitglied der Obersten Attestations-Kommission des Ministerrates der UdSSR. Als Vorsitzender einer Kommission zur Koordinierung von Magister- und Doktorandenthesen kam ihm eine besondere Rolle bei der wissenschaftlichen Zusammenarbeit innerhalb der Sowjetunion zu. 1982 erhielt er durch Leonid Iljitsch Breschnew persönlichen einen Ruf an die neugegründete Hochschule in Tatarstan, Nabereschnyje Tschelny, die er organisatorisch aufbauen sollte, um hier die KamAZ-Produktion durch fähige Absolventen zu unterstützen. Allem Anschein nach waren diese Bemühungen von Erfolg gekrönt, da ihm eine diesbezügliche Auszeichnung verliehen wurde.
Bei ihm wurden rund 40 Kandidaten promoviert, er selbst veröffentlicht etwa 200 wissenschaftliche Publikationen. Für sein Wirken wurde er mit dem Orden des sowjetischen Bildungsministeriums für exzellente Leistung auf dem Gebiet der Hochschulbildung ausgezeichnet.
Seine wissenschaftlichen Arbeiten wurden während der XIII. Internationalen Linguistischen Kongresses in Tokio besonders 1982 hervorgehoben.
Gabdulchaj Achatow ist ein Autor vieler grundlegender wissenschaftlicher Arbeiten, Wörterbücher, Lehrbücher, Handbücher und Programme für Dialektologie und Phraseologie, Lexikologie sowie Phonetik, die in vielen Bibliotheken weltweit, wie z. B. auch der Library of Congress, aufbewahrt werden.
Achatow war mit Rosa Achatowa, geborene Deminowa (* 11. Juli 1929) vom 23. August 1951 bis zu seinem Tode verheiratet. Aus dieser Ehe stammten zwei Kinder, die Tochter Aida (* 1955) und der Sohn Aydar (* 1957).

## Schriften
- Issues of Teaching Methods of the Tatar Language in the Eastern Dialect . (Monographie). Tobolsk, 1958.
- Phraseological Expressions in Tatar Language. (Monographie). Kazan: KSU Publishing House, 1960.
- The Language of the Siberian Tatars. Phonetic Features.(Monographie). Ufa, 1960
- About the Ethnogenesis of the Western Siberian Tatars.- Sat. Questions Dialectology Turkic Languages, Kazan, 1960
- About the Accent in the Language of the Siberian Tatars in Connection with the Accent of Modern Tatar Literary Language .- Sat Problems of Turkic and the History of Russian Oriental Studies. Kazan, 1960.
- Some Features of the Teaching of the Mother Tongue in the Conditions of the Eastern Dialect of the Tatar Language.- Sat Questions dialectology Turkic languages. Kazan, 1960.
- About Peculiarities of Idiomatic Expression. - J. Soviet school. Kazan, 1960.
- Dialect of the Western Siberian Tatars. (Monographie). Ufa, 1963.
- Local Dialects are Reliable Source for Comparative and Historical Study of Languages. - Sat. Questions Dialectology of the Turkic Languages. Baku, 1963.
- Lexical and Phraseological Peculiarities of the Eastern Dialect of the Tatar Language. - Sat. Proceedings of Universities of the Ural Economic District. Linguistics. - Sverdlovsk, 1963.
- About the Accent in the Language of the Siberian Tatars. - Sat. Problems of Turkic and Oriental History. Kazan: KSU Publishing House, 1964.
- Dialects of the Western Siberian Tatars. Diss. for DSc in Philologist. of Sciences. Tashkent, 1965.
- Language Contacts of Peoples of the Volga and Ural (Monographie). Ufa, 1970.
- Fhraseology (Monographie). Ufa, 1972.
- The Modern Tatar Language (Programm für Studenten). Kazan: Publishing House of Kazan State Pedagogical Institute. 1974.
- The Vocabulary of Modern Tatar Language (Textbuch für Studenten). Ufa, 1975.
- Tatar Phraseology (Programm für Studenten). Ufa: BSU Publishing House, 1975.
- Dialect of the Western Siberian Tatars in the Relation to the Literary Language. Ufa: BSU Publishing House, 1975.
- The Use of Dialectal Data for Comparative History Study of the Turkic Languages.– Sat.Soviet Turkology and Development of Turkic Languages in the USSR. Alma-Ata, 1976.
- Tatar Dialectology. Dialect of the Western Siberian Tatars (Textbuch für Studenten). Ufa, 1977.
- Polysemous Words in the Tatar Language. (Programm für Studenten). Ufa, BSU Publishing House, 1977.
- Tatar Dialectology. Average Dialect (Textbuch für Studenten). Ufa, 1979.
- About the Drafting of the Tatar Language Phrasebook (Monographie). Ufa, 1979.
- Arsk Subdialect of Kazan Dialect of the Tatar Language.- Sat. of Chuvash State University named Ulyanov, Cheboksary, 1979.
- Lexicology of Modern Tatar Literary Language. (Monographie). Kazan, 1979.
- Mishar Dialect of Tatar Language (Textbuch für Studenten). Ufa, 1980.
- Sources of the Construction of Historical Dialectology of the Tatar Language. - Sat. Linguistic Geography and History of the Language Problem. Nalchik, 1981.
- Menzelinsk Subdialect of the Tatar Language.- Sat. of Chuvash State University named Ulyanov, Cheboksary, 1979.
- About Basic Features of Paired Words. - J. The Soviet Finno-Ugric. Talin, 1981, № 2.
- Dialects and Toponymy of the Volga Region (Zusammenstellung mehrerer Universitäten).- Sat. of Chuvash State University named Ulyanov, Cheboksary, 1981.
- Phraseological Dictionary of the Tatar Language" (Monographie). Kazan, 1982.
- The Modern Tatar Language (Programm für Studenten). Kazan: Publishing House of Kazan State Pedagogical Institute. 1974.
- Antonyms and Principles of the First in the Tatar Language Dictionary of Antonyms" (Monographie). Ufa, 1982.
- Tatar Dialectology (Textbuch für Studenten), Kazan, 1984.
- About the Nature of the Double Negative in the Turkic Languages of Kipchak-Bulgar Subgroup. - J. Soviet Turkology. 1984, № 3.
- Winged Words. – Jean Yalkyn. Kazan, 1985.
- About the Law of the Pairing of Words in Turkic Languages– Sat Turcologica. - Moscow, 1987.
- Unsere vielsprachige Welt / NL, Berlin, 1986.
- Linguistik im Bund mit Computer / NL, Berlin, 1986.
- Vocabulary of the Tatar Language (Textbuch für Studenten und Schüler). Kazan, 1995.